# 德貝爾特冰川
62°31′55″S 60°03′46″W / 62.53194°S 60.06278°W

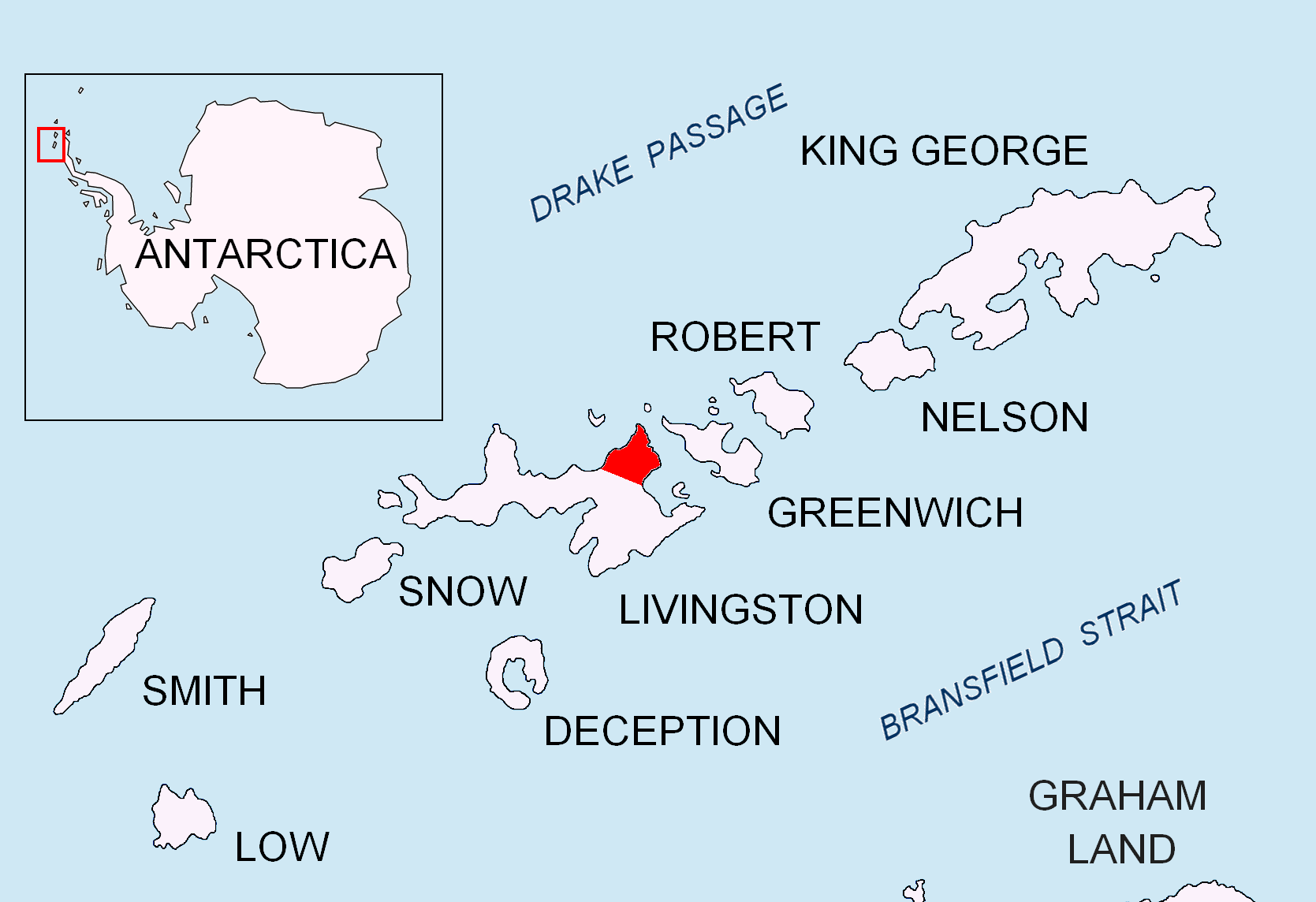

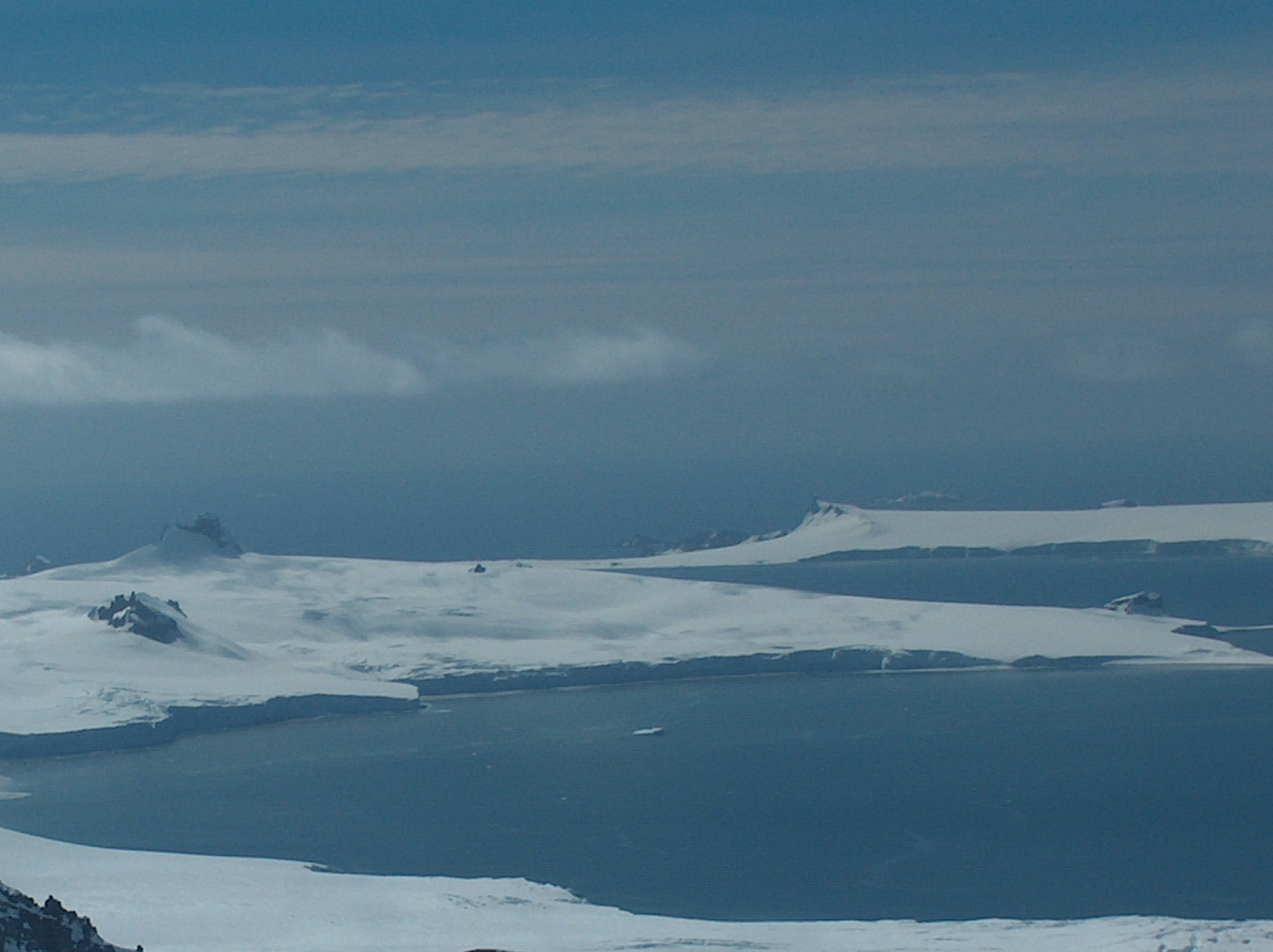

德貝爾特冰川是南極洲的冰川，位於南設得蘭群島中利文斯頓島的瓦爾納半島，最終在愛丁堡山和赫利斯冰原島峰之間注入月灣，該冰川以保加利亞東南部的鄉鎮命名。

## 外部連結
- SCAR Composite Gazetteer of Antarctica（页面存档备份，存于）.